# Буэноано, Джудиас
Джудиас Буэноано (англ. Judias «Judy» Buenoano, урождённая англ. Judias Welty, также известна как англ. Judias Goodyear, англ. Judias Morris; 4 апреля 1943 — 30 марта 1998) — американская серийная убийца. Виновна в нескольких убийствах (отравила мужа и любовника мышьяком, утопила в реке 19-летнего сына-инвалида), а также в покушении на жизнь ещё одного любовника. Приговорена к смертной казни. Казнена на электрическом стуле.
Также считается, что Буэноано была причастна к убийству 1974 года в Алабаме, а также к смерти её парня Джеральда Доссетта в 1980 году. После её ареста тело Доссетта было эксгумировано и проанализировано на предмет отравления мышьяком. Никаких обвинений по этому делу предъявлено не было. Буэноано была первой женщиной, казненной во Флориде с 1848 года.

## Ранние годы
Джудиас родилась и выросла в Техасе, она была третьей из четырёх братьев и сестёр. Её мать умерла, когда ей было всего два года, и её отправили жить с бабушкой и дедушкой вместе с младшим братом Робертом. После того, как её отец женился во второй раз, они переехали жить с ней в Нью-Мексико. По сообщениям, она подверглась насилию со стороны отца и мачехи, которые морили её голодом и заставляли работать в качестве рабыни. Когда ей было 14 лет, она провела два месяца в тюрьме за нападение на отца, мачеху и двух сводных братьев. После освобождения она решила поступить в исправительную школу, которую окончила в 1960 году. В следующем году она родила Майкла, внебрачного сына.

## Преступления
Джуди Велти была в браке с Джеймсом Гудиером (родился 7 декабря 1933 г.), сержантом ВВС США, когда он умер 16 сентября 1971 г. Первоначально считалось, что его смерть наступила по естественным причинам. В 1973 году она переехала к Бобби Джо Моррису (род. 1939); в январе 1978 года он умер. Позже в том же году она официально изменила свое имя на «Буэноано» (искаженное испанское слово «хороший год»). В 1979 году сын Майкл (30 марта 1961 - 13 мая 1980) серьёзно заболел с симптомами, включая параплегию. 13 мая 1980 года Буэноано вывезла Майкла на каноэ, каноэ накренилось, и Майкл, отягощенный опорами для рук и ног, утонул. После смерти Майкла Буэноано открыла салон красоты. В 1983 году Буэноано была в отношениях с Джоном Джентри. Джентри был тяжело ранен, когда его машина взорвалась. Пока он оправлялся от травм, полиция начала обнаруживать несколько неточностей в данных Буэноано. Дальнейшее расследование показало, что в ноябре 1982 года она начала рассказывать своим друзьям, что Джентри страдает неизлечимой болезнью.
«Витаминные таблетки», которые Буэноано давала Джентри, содержали мышьяк и параформальдегид. Эксгумация Майкла Гудиера, Джеймса Гудиера и Бобби Джо Морриса показала, что все они умерли от отравления мышьяком.

## Суд, приговор и казнь
11 января 1984 года Буэноано была арестована, и в том же году осуждена за убийство Майкла и покушение на Джентри. В 1985 году она была признана виновной в убийстве Джеймса Гудиера. Она получила 12 лет лишения свободы по делу Джентри, пожизненный срок по делу Майкла Буэноано и смертный приговор по делу Джеймса Гудиера. Она была осуждена по нескольким пунктам обвинения в кражах в особо крупных размерах (за мошенничество со страховкой) и, как полагают, совершила несколько поджогов (опять же, в целях мошенничества со страховкой).
Она была заключена в камеру смертников исправительного учреждения Броварда Флориды для женщин. 30 марта 1998 г. Буэноано была казнена на электрическом стуле в тюрьме штата Флорида. Её тело кремировали.